# Bill Engvall
William Ray "Bill" Engvall Junior (Galveston, 27 de julho de 1957) é um ator, comediante e cantor estadunidense.

## Filmografia
- Blue Collar Comedy Tour: The Movie (2003)
- Blue Collar Comedy Tour Rides Again (2004)
- Blue Collar TV (2004)
- Mobile Home Disaster (2005)
- Country Fried Home Videos (2006)
- Blue Collar Comedy Tour: One For the Road (2006)
- The Bill Engvall Show (2007–2009)
- Delta Farce (2007)
- Bait Shop (2008)
- Country Fried Planet (2008)
- Celebrity Family Feud (2008)
- Strawberry Wine (2009)
- Leverage (2010)- Duke Penzer
- Lingo (2011)
- Hawthorne (2011) - Detetive Jimmy Dupree